# Mamertino rosso riserva
Il Mamertino rosso riserva o Mamertino di Milazzo rosso riserva è un vino DOC istituito con decreto dello 03/09/2004 pubblicato sulla gazzetta ufficiale dell'11/09/04 n 214.
Abbraccia vini prodotti nei seguenti comuni: Alì, Alì Terme, Barcellona Pozzo di Gotto, Basicò, Castroreale, Condrò, Falcone, Fiumedinisi, Furnari, Gualtieri Sicaminò, Itala, Librizzi, Mazzarrà Sant'Andrea, Merì, Milazzo, Monforte San Giorgio, Montalbano Elicona, Nizza di Sicilia, Oliveri, Pace del Mela, Patti, Roccalumera, Roccavaldina, Rodì Milici, San Filippo del Mela, 
Santa Lucia del Mela, San Pier Niceto, Scaletta Zanclea, Terme Vigliatore, Torregrotta, Tripi.
Tutti in provincia di Messina.

## Vitigni con cui è consentito produrlo
- Calabrese o Nero d'Avola minimo 60%
- Nocera minimo 10%
- altri vitigni a bacca nera idonei alla coltivazione nella provincia di Messina, singolarmente o congiuntamente fino ad un massimo del 30%.[1]

## Tecniche produttive
Il vino Mamertino di Milazzo rosso riserva o Mamertino rosso riserva deve essere invecchiato almeno 24 mesi di cui 6 mesi in botte di legno (a decorrere dal 1º novembre dell'anno di produzione delle uve.)

## Caratteristiche organolettiche
- colore: rubino intenso, tendente al rosso mattone;
- profumo: caratteristico, vinoso, armonico;
- sapore: asciutto, corposo, pieno;

## Produzione
Provincia, stagione, volume in ettolitri
- nessun dato disponibile